# Fritt-Ord-Preis

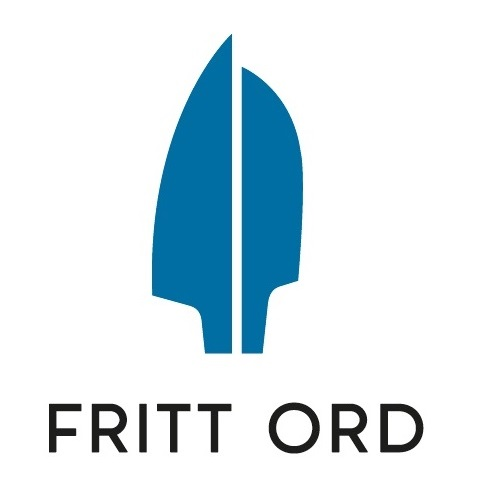
Logo der Stiftung Fritt Ord

Der Fritt-Ord-Preis (norwegisch: Fritt Ords pris) sowie der Fritt-Ord-Ehrenpreis (norwegisch: Fritt Ords honnør) sind jährlich von der norwegischen Organisation Fritt Ord (deutsch: Freies Wort) verliehene Preise zur Unterstützung der Redefreiheit. Es werden Stipendien vergeben, so zum Beispiel 2013 an den Blogger Peder Nøstvold Jensen für ein Buchprojekt.

## Geschichte
Die Stiftung Fritt Ord wurde 1974 mit dem Ziel, die Meinungsfreiheit zu schützen und auszubauen, gegründet. Sie begann deshalb, Menschen zu unterstützen, die sich ebenfalls für dieses Ziel engagieren. Im Jahr 1976 wurde erstmals ein Fritt-Ord-Preis verliehen.
Im Jahr 2009 kam es zu einer umstrittenen Verleihung des Fritt-Ord-Preises, als die Philosophin Nina Karin Monsen ausgezeichnet wurde. Da sich Monsen unter anderem gegen gleichgeschlechtliche Ehen aussprach, gab die LGBT-Aktivistin und frühere Preisträgerin Kim Friele ihren Preis zurück.

## Verleihung
Der Fritt-Ord-Preis wird seit 1976 jedes Jahr im Rahmen der Feierlichkeiten zum 8. Mai vergeben. Dieser Tag markiert die Befreiung Norwegens von der deutschen Besatzung. Mit dem Preis können Personen und Institutionen ausgezeichnet werden, die in den Augen der Stiftung einen besonders wertvollen Beitrag zur Erfüllung ihrer Ziele leisten. Unter besonderen Umständen können zwei Preise in einem Jahr vergeben oder zwei Personen mit einem Preis ausgezeichnet werden. Bei der Auszeichnung wird dem Gewinner eine Statue sowie ein Geldbetrag zuerteilt. Die Gewinner werden vom Kuratorium der Stiftung Fritt Ord bestimmt.
Der Ehrenpreis wird für wertvolles Engagement für Meinungsfreiheit verteilt. Häufig geht es dabei um ein aktuelleres Thema. An den Gewinner des Ehrenpreises wird ein von Jahr zu Jahr variierender Geldbetrag ausgezahlt. Er erhält zudem eine Kristallvase als Auszeichnung.

## Preisträger

### Fritt-Ord-Preis
Preisträger:
- 1976: Johan Vogt
- 1977: Henrik Groth
- 1978: Kim Friele
- 1979: Stein Mehren
- 1980: Andrei Dmitrijewitsch Sacharow
- 1982: Lech Wałęsa und Hallvard Rieber-Mohn
- 1983: Kjetil Bang-Hansen
- 1984: Nordnorsk forfatterlag
- 1985: Den illegale presses forening
- 1986: Magli Elster und Torolf Elster
- 1987: Nansen Academy
- 1988: Leo Eitinger
- 1989: Erik Bye
- 1990: Charta 77
- 1991: Nordland Akademi for Kunst og Vitenskap
- 1992: Annette Thommessen
- 1993: Rolv Ryssdal
- 1994: William Nygaard
- 1995: Hanne Sophie Greve
- 1996: Arne Skouen
- 1997: Kåre Willoch
- 1998: Alexander Konstantinowitsch Nikitin
- 1999: NRK P2
- 2000: Thomas Chr. Wyller
- 2001: Nils Christie
- 2002: Aslam Ahsan und Shabana Rehman
- 2003: Berge Furre
- 2004: Unni Wikan
- 2005: Nina Witoszek
- 2006: Bjørgulv Braanen
- 2007: Terje Tvedt
- 2008: Per-Yngve Monsen
- 2009: Nina Karin Monsen
- 2010: Bushra Ishaq und Abid Raja
- 2011: Anders Sømme Hammer
- 2012: Sara Azmeh Rasmussen
- 2013: Per Fugelli
- 2014: Anne Sender
- 2015: Robin Schaefer und Jan Erik Skog
- 2016: Robert Mood
- 2017: Dag og Tid
- 2018: Harald Amdal, Eirik Linaker Berglund, Thor Harald Henriksen und Kenneth Hætta
- 2019: Natur og Ungdom und Greta Thunberg
- 2020: Deeyah Khan
- 2021: Jan Grue, Bjørn Hatterud und Olaug Nilssen
- 2022: Meduza
- 2023: Julie Wilhelmsen

### Fritt-Ord-Ehrenpreis
Preisträger:
- 1979: Hans Heiberg
- 1980: Philip Houm, Hermod Skånland, Anne Ma Ødegaard
- 1981: keiner
- 1982: Hans Børli
- 1983: keiner
- 1984: Arvid Hanssen, Lars Roar Langslet, Alf Steinsøy, Anne-Lisa Amadou
- 1985: Johs. Andenæs, Carsten Smith, Dag Sørli
- 1986: Åge Rønning, Odd Kvaal Pedersen, Radio Immigranten, Anders Bratholm
- 1987: Petter Wessel Zapffe, Harald Tveterås, Birgitte Grimstad, Lillebjørn Nilsen
- 1988: Barthelemy Niava
- 1989: Hå Gamle Prestegard, Espevør Husmorlag, Thomas Thiis-Evensen
- 1990: Jahn Thon, Egil Bakke, Edvard Beyer, Elisabeth Gording, Bestemødrene foran Stortinget, Sidsel Mørck
- 1991: Stiftelsen Aur Prestegård
- 1992: Odd Abrahamsen, Arquebus Krigshistorisk museum, Svein Ellingsen, Erik Hillestad, Egil Hovland
- 1993: Jon Godal, Sverre Ødegaard, Arild Haaland, Dagmar Loe, Anne-May Nilsen
- 1994: Carl Fredrik Thorsager, Helga Arntzen
- 1995: Harald Noreng, Hans P.S. Knudsen
- 1996: Kari Risvik, Kari Vogt, Christian Norberg-Schulz, Rune Slagstad, Cato Guhnfeldt, Axel Jensen, Knut Wigert
- 1997: Nasa Borba
- 1998: Kristin Brudevoll, Erik Damman, Ørnulf Ranheimsæter
- 1999: Aldo Keel
- 2000: Tor Bomann-Larsen, Hans Fredrik Dahl, Geir Hestmark, Geir Kjetsaa, Torill Steinfeld, Jan Otto Hauge, Reidar Hirsti, Ivan Kristoffersen, Arve Solstad, Kadra Yusuf
- 2001: Åsne Seierstad
- 2002: Ottar Brox, Åge Hovengen
- 2003: Willy A. Kirkeby
- 2004: Kristian Ottosen
- 2005: Trygve Refsdal, Hermund Slaattelid
- 2006: Tom Martinsen
- 2007: Janet Garton, Ljubiša Rajić, Ebba Haslund, Sissel Benneche Osvold, Niels Christian Geelmuyden
- 2008: Arnhild Lauveng
- 2009: Else Michelet, Erik Fosse, Mads Gilbert
- 2010: Harald Eia, Dag Olav Hessen, Bjørn Vassnes
- 2011: Odd Sverre Lovoll
- 2012: Louiza Louhibi, Nina Johnsrud und Simon Flem Devold
- 2013: Per Edgar Kokkvold
- 2015: Flemming Rose und Vebjørn Selbekk
- 2016: Loveleen Rihel Brenna und Walid al-Kubaisi
- 2017: Leo Ajkic, Kristin Clemet sowie Amina Bile, Nancy Herz und Sofia Srour
- 2018: Simon Malkenes
- 2019: Levi Fragell
- 2020: Sara Johnsen und Pål Sletaune
- 2021: Utøya, Jørgen Watne Frydnes
- 2022: Lise Klaveness
- 2023: Ella Marie Hætta Isaksen und Bjørn Olav Jahr